# Quassia monophylla
Quassia monophylla là một loài thực vật có hoa trong họ Thanh thất. Loài này được (Oliv.) Noot. miêu tả khoa học đầu tiên năm 1963.